# Hrvatski nogometni kup 2013/14
Der Hrvatski nogometni kup 2013/14 war der 23. Wettbewerb um den kroatischen Fußballpokal nach der Loslösung des kroatischen Fußballverbandes aus dem jugoslawischen Fußballverband.
HNK Rijeka setzte sich in zwei Finalspielen gegen Dinamo Zagreb durch. Es war Rijekas dritter Pokalsieg im unabhängigen Kroatien und der fünfte insgesamt.

## Modus
Ab dem Viertelfinale einschließlich des Finales wurden jeweils Hin- und Rückspiele ausgetragen. Bei gleicher Anzahl an Toren aus beiden Spielen kam die Mannschaft weiter, die auswärts mehr Tore erzielt hatte. Herrschte auch hier Gleichstand, wurde ein Elfmeterschießen zur Ermittlung des Siegers ausgetragen.

## Teilnehmer
An der Vorrunde
- 21 Sieger des Bezirkspokals
- 11 Finalisten des Bezirkspokals aus den Fußballverbänden mit der größten Anzahl registrierter Fußballclubs

| Bezirk              | Sieger              | Finalist                    |
| ------------------- | ------------------- | --------------------------- |
| Bjelovar-Bilogora   | NK Mladost Ždralovi |                             |
| Brod-Posavina       | NK Marsonia         | NK Omladinac Novi Grad      |
| Dubrovnik-Neretva   | NK BŠK Zmaj Blato   |                             |
| Istrien             | NK Novigrad         | NK Jadran Poreč             |
| Karlovac            | NK Ogulin           |                             |
| Koprivnica-Križevci | NK Borac Imbriovec  | NK Drava Novigrad Podravski |
| Krapina-Zagorje     | NK Zagorec Krapina  |                             |
| Lika-Senj           | NK Novalja          |                             |
| Međimurje           | Međimurje Čakovec   | NK Mladost Palinovec        |
| Osijek-Baranja      | NK Torpedo Kuševac  | HNK Radnički Mece           |
| Požega-Slawonien    | NK Slavonija Požega |                             |

| Bezirk               | Sieger                 | Finalist            |
| -------------------- | ---------------------- | ------------------- |
| Primorje-Gorski      | NK Opatija             |                     |
| Sisak-Moslavina      | NK Moslavac Popovača   | NK Lekenik          |
| Split-Dalmatien      | NK Imotski             |                     |
| Šibenik-Knin         | NK Zagora Unešić       |                     |
| Varaždin             | NK Podravina Ludbreg   | NK Plitvica Gojanec |
| Virovitica-Podravina | NK Croatia Grabrovnica | HNK Suhopolje       |
| Vukovar-Syrmien      | NK Bobota Agrar        | NK Graničar Županja |
| Zadar                | NK Zadar               |                     |
| Stadt Zagreb         | NK Lučko Zagreb        | NK Kustošija Zagreb |
| Zagreb               | NK Zelina              | HNK Gorica          |

Am Sechzehntelfinale
- Die 16 punktbesten Vereine der Fünfjahres-Pokalwertung. (63 Punkte für den Pokalsieger, 31 für den unterlegenen Finalisten, 15 für die Halbfinalisten, 7 für die Viertelfinalisten, 3 für die Achtelfinalisten und 1 Punkt für die Sechzehntelfinalisten.)

| - 1. Dinamo Zagreb (267) - 2. Hajduk Split (135) - 3. NK Varaždin (67) - 4. NK Zagreb (59) | - 5. Cibalia Vinkovci (53) - 6. NK Osijek (39) - 7. NK Slaven Belupo (39) - 8. HNK Šibenik (39) | - 09. HNK Rijeka (27) - 10. NK Pomorac Kostrena (21) - 11. NK Istra 1961 (19) - 12. Inter Zaprešić (19) | - 13. NK Karlovac (12) - 14. HNK Segesta Sisak (12) - 15. NK Vinogradar Lokošin Dol (10) - 16. NK Naftaš HAŠK Zagreb (8) |

## Ergebnisse

### Vorrunde
Die Spiele fanden am 27. und 28. August 2013 statt.
|                             | Ergebnis              |                        |
| --------------------------- | --------------------- | ---------------------- |
| NK Zagorec Krapina          | 1:4                   | NK Kustošija Zagreb    |
| HNK Gorica                  | 6:0                   | NK Moslavac Popovača   |
| NK Opatija                  | 2:3                   | NK Lučko Zagreb        |
| NK Mladost Ždralovi         | 1:2 n. V.             | NK Marsonia            |
| Međimurje Čakovec           | 4:3                   | NK Lekenik             |
| NK Torpedo Kuševac          | 9:0                   | NK Omladinac Novi Grad |
| NK Novigrad                 | 5:0                   | NK Mladost Palinovec   |
| NK Slavonija Požega         | 2:0                   | NK Graničar Županja    |
| HNK Radnički Mece           | 1:1 n. V. (2:4 i. E.) | HNK Suhopolje          |
| NK Zagora Unešić            | 6:3                   | NK Ogulin              |
| NK Borac Imbriovec          | 2:5                   | NK BŠK Zmaj Blato      |
| NK Jadran Poreč             | 3:2 n. V.             | NK Bobota Agrar        |
| NK Zadar                    | 5:0                   | NK Plitvica Gojanec    |
| NK Podravina Ludbreg        | 3:1 n. V.             | NK Imotski             |
| NK Zelina                   | 3:3 n. V. (5:3 i. E.) | NK Croatia Grabrovnica |
| NK Drava Novigrad Podravski | 03:0 1                | NK Novalja             |

### Sechzehntelfinale
Die Spiele fanden zwischen dem 24. September und 9. Oktober 2013 statt.
|                             | Ergebnis              |                           |
| --------------------------- | --------------------- | ------------------------- |
| NK Jadran Poreč             | 0:6                   | NK Slaven Belupo          |
| HNK Suhopolje               | 0:6                   | Dinamo Zagreb             |
| NK Drava Novigrad Podravski | 0:3                   | Cibalia Vinkovci          |
| NK Torpedo Kuševac          | 0:3                   | NK Osijek                 |
| NK Novigrad                 | 3:0                   | NK Varaždin               |
| NK Marsonia                 | 0:5                   | NK Zagreb                 |
| NK Podravina Ludbreg        | 1:0                   | HNK Šibenik               |
| NK Slavonija Požega         | 1:2                   | NK Istra 1961             |
| NK Lučko Zagreb             | 4:1                   | NK Pomorac Kostrena       |
| HNK Gorica                  | 0:0 n. V. (1:2 i. E.) | Inter Zaprešić            |
| HNK Segesta Sisak           | 0:2                   | NK Zadar                  |
| NK Zelina                   | 0:1                   | NK Vinogradar Lokošin Dol |
| NK Naftaš HAŠK Zagreb       | 1:2                   | NK Zagora Unešić          |
| NK Kustošija Zagreb         | 1:5                   | Hajduk Split              |
| HNK Rijeka                  | 11:00                 | NK BŠK Zmaj Blato         |
| Međimurje Čakovec           | 03:0 1                | NK Karlovac               |

### Achtelfinale
Die Spiele fanden am 30. Oktober 2013 statt.
|                           | Ergebnis              |                 |
| ------------------------- | --------------------- | --------------- |
| NK Zagora Unešić          | 0:5                   | Dinamo Zagreb   |
| NK Vinogradar Lokošin Dol | 1:3 n. V.             | Hajduk Split    |
| Cibalia Vinkovci          | 0:2                   | NK Zadar        |
| Međimurje Čakovec         | 0:2 n. V.             | NK Osijek       |
| NK Novigrad               | 0:2                   | Inter Zaprešić  |
| NK Slaven Belupo          | 5:4                   | NK Lučko Zagreb |
| NK Zagreb                 | 0:0 n. V. (3:4 i. E.) | NK Istra 1961   |
| NK Podravina Ludbreg      | 1:3                   | HNK Rijeka      |

### Viertelfinale
Die Hinspiele fanden am 27. November 2013 statt, die Rückspiele am 4. Dezember. (Rijeka – Osijek am 19. Februar und 12. März 2014)
|                  | Gesamt          |                | Hinspiel | Rückspiel |
| ---------------- | --------------- | -------------- | -------- | --------- |
| NK Istra 1961    | 3:0             | NK Zadar       | 1:0      | 2:0       |
| Dinamo Zagreb    | 7:1             | Hajduk Split   | 5:0      | 2:1       |
| NK Slaven Belupo | 2:1             | Inter Zaprešić | 2:1      | 0:0       |
| HNK Rijeka       | 1:1 (4:2 i. E.) | NK Osijek      | 1:0      | 0:1       |

### Halbfinale
Die Hinspiele fanden am 12. und 19. März 2014 statt, die Rückspiele am 26. März.
|                  | Gesamt |               | Hinspiel | Rückspiel |
| ---------------- | ------ | ------------- | -------- | --------- |
| NK Slaven Belupo | 1:4    | Dinamo Zagreb | 0:2      | 1:2       |
| HNK Rijeka       | 3:1    | NK Istra 1961 | 2:1      | 1:0       |

### Finale

#### Hinspiel
| Dinamo Zagreb                            | Dinamo Zagreb | HNK Rijeka | HNK Rijeka |
| ---------------------------------------- | --- | --- | ---------- |
| Dinamo Zagreb                            | \| 7. Mai 2014 in Zagreb (Stadion Maksimir) \| \| Ergebnis: 0:1 (0:1) \| \| Zuschauer: 10.324 \| \| Schiedsrichter: Zlatko Šimčić \| \| Spielbericht \| | \| 7. Mai 2014 in Zagreb (Stadion Maksimir) \| \| Ergebnis: 0:1 (0:1) \| \| Zuschauer: 10.324 \| \| Schiedsrichter: Zlatko Šimčić \| \| Spielbericht \|                                                                              | HNK Rijeka |
| Dinamo Zagreb                            | Antonio Ježina – Ivo Pinto, Josip Pivarić, Jozo Šimunović (89. Said Husejinović), Josip Šimunić (60. Luka Capan) – Arijan Ademi, Marcelo Brozović, Domagoj Antolić (58. Domagoj Pavičić), Duje Čop – Alen Halilović, Hilal Soudani Cheftrainer: Zoran Mamić | Ivan Vargić – Ivan Tomečak, Marin Leovac, Matej Mitrović, Marko Lešković – Josip Brezovec, Vedran Jugović (90.+4' Mateo Bertoša), Ivan Močinić, Moisés (72. Damir Zlomislić) – Ivan Krstanović, Zoran Kvržić Cheftrainer: Matjaž Kek | HNK Rijeka |
| Dinamo Zagreb                            | 0:1 Ivan Tomečak (39.) | | HNK Rijeka |
| Dinamo Zagreb                            | Šimunović (45.), Čop (75.), Pinto (76.) | Močinić (42.), Krstanović (59.), Leovac (73.), | HNK Rijeka |
| Dinamo Zagreb                            | Leovac (90.+3') | | HNK Rijeka |
| Dinamo Zagreb                            | Zlomislić (85.) | | HNK Rijeka |
| 7. Mai 2014 in Zagreb (Stadion Maksimir) | | |            |
| Ergebnis: 0:1 (0:1)                      | | |            |
| Zuschauer: 10.324                        | | |            |
| Schiedsrichter: Zlatko Šimčić            | | |            |
| Spielbericht                             | | |            |

#### Rückspiel
| HNK Rijeka                                | HNK Rijeka | Dinamo Zagreb | Dinamo Zagreb |
| ----------------------------------------- | --- | --- | ------------- |
| HNK Rijeka                                | \| 13. Mai 2014 in Rijeka (Stadion Kantrida) \| \| Ergebnis: 2:0 (1:0) \| \| Zuschauer: 11.000 \| \| Schiedsrichter: Domagoj Ljubičić \| \| Spielbericht \|                                                                         | \| 13. Mai 2014 in Rijeka (Stadion Kantrida) \| \| Ergebnis: 2:0 (1:0) \| \| Zuschauer: 11.000 \| \| Schiedsrichter: Domagoj Ljubičić \| \| Spielbericht \|                                                | Dinamo Zagreb |
| HNK Rijeka                                | Ivan Vargić – Ivan Tomečak, Marin Leovac, Matej Mitrović, Marko Lešković – Josip Brezovec, Vedran Jugović (84. Goran Mujanović), Ivan Močinić, Moisés (78. Damir Zlomislić) – Andrej Kramarić, Zoran Kvržić Cheftrainer: Matjaž Kek | Antonio Ježina – Ivo Pinto, Josip Pivarić, Luka Capan (46. Rúben Lima), Josip Šimunić – Arijan Ademi, Marcelo Brozović, Domagoj Antolić, Duje Čop – Alen Halilović, Hilal Soudani Cheftrainer: Zoran Mamić | Dinamo Zagreb |
| HNK Rijeka                                | 1:0 Matej Mitrović (35.) 2:0 Zoran Kvržić (81.) | | Dinamo Zagreb |
| HNK Rijeka                                | Brezovec (39.), Leovac (40.) | Šimunić (14.), Capan (20.), Ademi (64.) | Dinamo Zagreb |
| 13. Mai 2014 in Rijeka (Stadion Kantrida) | | |               |
| Ergebnis: 2:0 (1:0)                       | | |               |
| Zuschauer: 11.000                         | | |               |
| Schiedsrichter: Domagoj Ljubičić          | | |               |
| Spielbericht                              | | |               |

## Torschützenliste
| Pl. | Name                | Mannschaft           | Tore |
| --- | ------------------- | -------------------- | ---- |
| 01. | Andrej Kramarić     | HNK Rijeka           | 10   |
| 02. | Duje Čop            | Dinamo Zagreb        | 7    |
| 03. | Marko Peša          | NK Torpedo Kuševac   | 4    |
| 04. | Domagoj Abramović   | NK Lučko Zagreb      | 3    |
| 04. | Mehmed Alispahić    | HNK Rijeka           | 3    |
| 04. | Vlatko Blažević     | NK Zadar             | 3    |
| 04. | Denis Bochl         | NK Podravina Ludbreg | 3    |
| 04. | Kristijan Dominović | NK Kustošija Zagreb  | 3    |
| 04. | Marko Dugandžić     | NK Osijek            | 3    |
| 04. | Gordan Golik        | Međimurje Čakovec    | 3    |
| 04. | Stipe Vrdoljak      | NK Novigrad          | 3    |